# یادداشت ویکس

خطوط مرزی تعیین شده در بلگراد، قرمز ضخیم: منطقه جنوب این خط توسط ارتش مجارستان ترک شود و تحت نظارت ارتش فرانسه به تصرف صربستان (غرب) و رومانی (شرق) درآید. این نقشه همچنین خط مرزبندی دیکته شده توسط یادداشت ویکس را، با نقطه‌چین قرمز نشان می‌دهد.

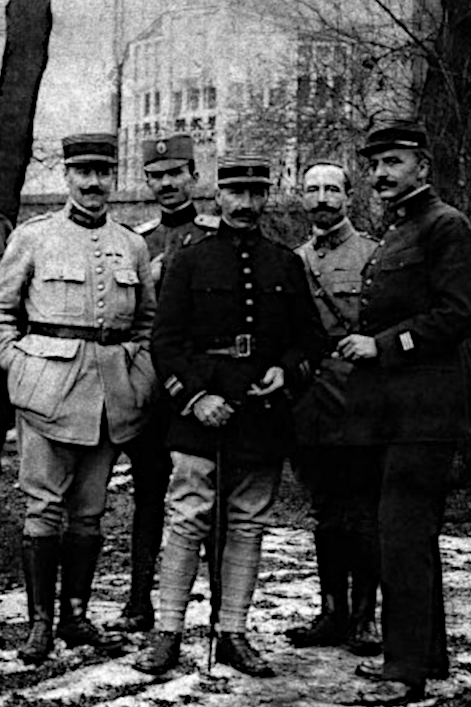
سرهنگ فرناند ویکس نفر وسط، ۱۹۱۸–۱۹۱۹

یادداشت ویکس (به انگلیسی: Vix Note یا Vyx Note) نامه‌ای، حاوی تصمیم متفقین بر اساس موافقت‌نامه‌های حومه پاریس بود که در تاریخ ۲۰ مارس ۱۹۱۹ به دولت وقت مجارستان به رهبری میهای کارویی داده‌شد و مبنی بر تخلیه و عقب‌نشینی از سرزمین‌های بیشتر از توافق در آتش‌بس بلگراد بود. مقررات اجرایی این نامه توسط سرهنگ دوم ارتش فرانسه فرناند ویکس، نمایندهٔ متفقین به اطلاع کابینهٔ دولت مجارستان رسید. این یادداشت منجر به سقوط جمهوری اول مجارستان، تأسیس جمهوری شورایی مجارستان و از دست دادن ترانسیلوانی شد.